# Вурнари
Вурна́ри (рос. Вурнары, чув. Вăрнар) — сільський населений пункт зі статусом селище міського типу, центр Вурнарського району Чувашії, Росія. Адміністративний центр та єдиний населений пункт Вурнарського міського поселення.
Населення — 10086 осіб (2010; 10929 у 2002).
До 2005 року мав статус міського поселення. Після зміни тип населеного пункту (селище міського типу) зберігся, однак за статусом — це сільський населений пункт.